# Helge Gullberg
Helge Anders Gereon Gullberg, född den 21 november 1903 i Brunflo församling, Jämtlands län, död den 17 mars 1987 i Göteborg, var en svensk språk- och litteraturforskare.
Gullberg blev filosofie magister 1927, filosofie licentiat 1935 och filosofie doktor 1941. Han var lärare vid Vasa högre allmänna läroverk i Göteborg från 1929. Han blev adjunkt där 1934 och lektor 1947. Han hade utnämnts till lektor vid Högre allmänna läroverket för gossar i Malmö 1943, men tjänstgjorde som rektor vid Skövde högre allmänna läroverk 1940-1963, varefter han återvände till lektoratet i Göteborg fram till pensioneringen 1969. Han var även lärare vid Göteborgs universitet 1965-1971 och docent i nordiska språk där från 1966. Han ligger begravd på Örgryte nya kyrkogård.